# Джиджи
Джиджи (джіджі, ваджиджи; Jiji, суах. Wajiji) — невелика етнічна група банту в Танзанії, подеколи розлядаються як субетнос народу ха.
Люди джиджи живуть у краю, що називається Уджиджи (Ujiji), розташованому в західній Танзанії, а саме в регіоні Кігома.
Представників народності джиджи наразовується близько 15 тисяч осіб, і їх часто сприймають як частину народу ха ще й тому, що вони розмовляють мовою кіха. 

## Джерело
- Про народ джіджі [Архівовано 4 жовтня 2018 у Wayback Machine.] у Tanzania: The Land, Its People and Contemporary Life by David Lawrence: New Africa Press, 2009, 230 p. — P. 104